# Norra Benickebrinken

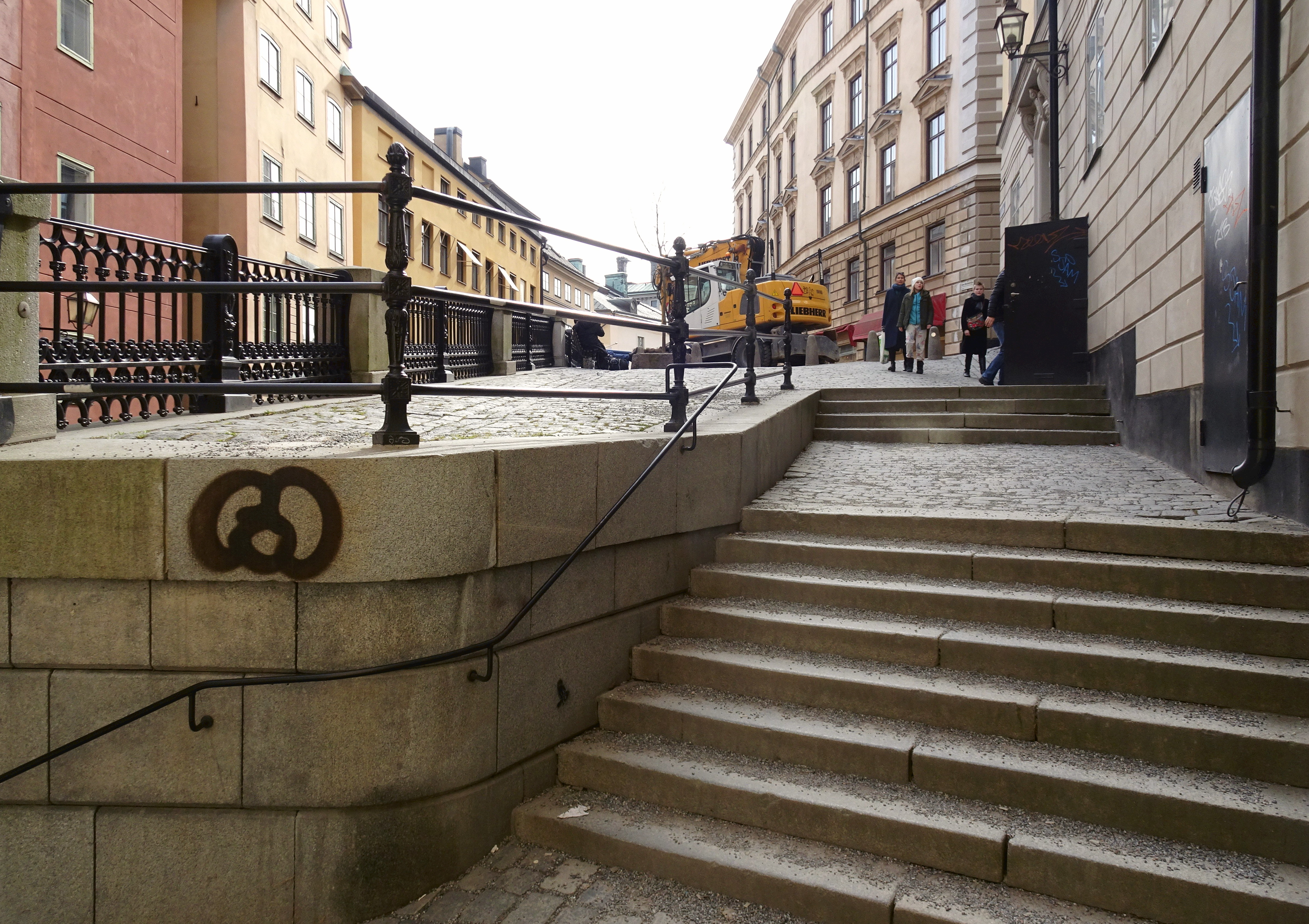
Norra Benickebrinken från norr.

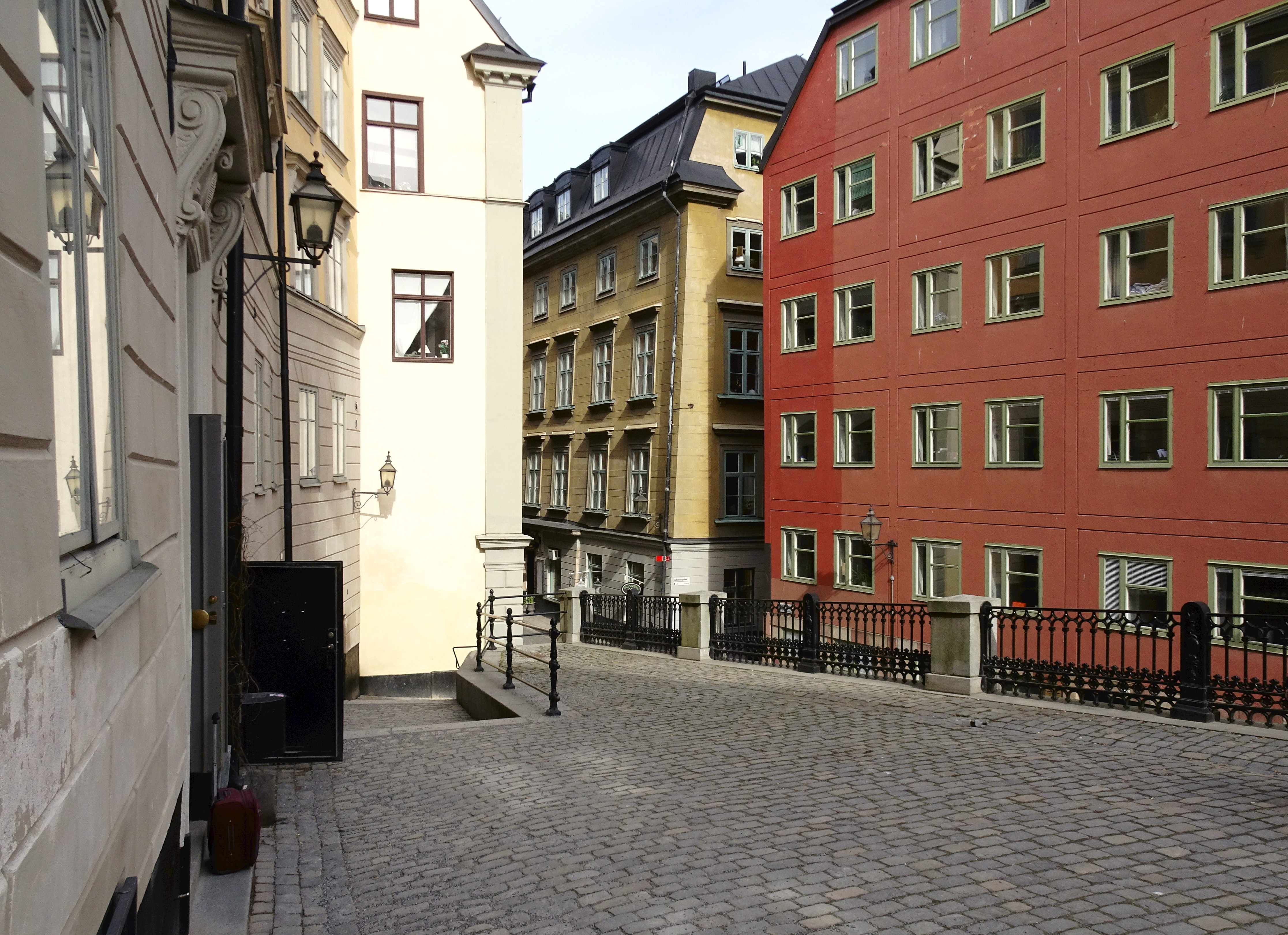
Norra Benickebrinken från terrassen.

Norra Benickebrinken är en plats och en trappa i Gamla stan i Stockholm.  Norra och södra Benickebrinken förbinder Österlånggatan med en högre belägna Svartmangatan och Baggensgatan. 

## Historik
Norra Benickebrinken var ursprungligen en brant brink. Numera består den av en terrass med en trappa ner till Österlånggatan. Brinken har fått sitt namn efter vintapparen Jören Benick som levde på 1500-talet och hade sitt värdshus Solen i det numera försvunna kvarteret Medea. Innan dess kallades gatan för Svartbrödrabrinken.
Den enda adressen vid Norra Benickebrinken idag är nr 2 som ägts av Frälsningsarmén från 1891 till 2003. De använde huset som härbärge för hemlösa män fram till 1970-talet. Dessförinnan har de använt huset som bland annat soppkök. De senaste åren användes det som rehabiliteringsbostäder åt missbrukare. Sista tiden användes det till utsatta kvinnor. Därefter stod det tomt i fyra år innan "Taksprånget" köpte fastigheten och gjorde en totalrenovering under övervakning av Stockholms stadsmuseum. Bland annat hittades takmålningar i dåligt skick.